# Bartramia dilatata
Bartramia dilatata là một loài rêu trong họ Bartramiaceae. Loài này được Broth. & Irmsch. mô tả khoa học đầu tiên năm 1914.